# Waldbrand

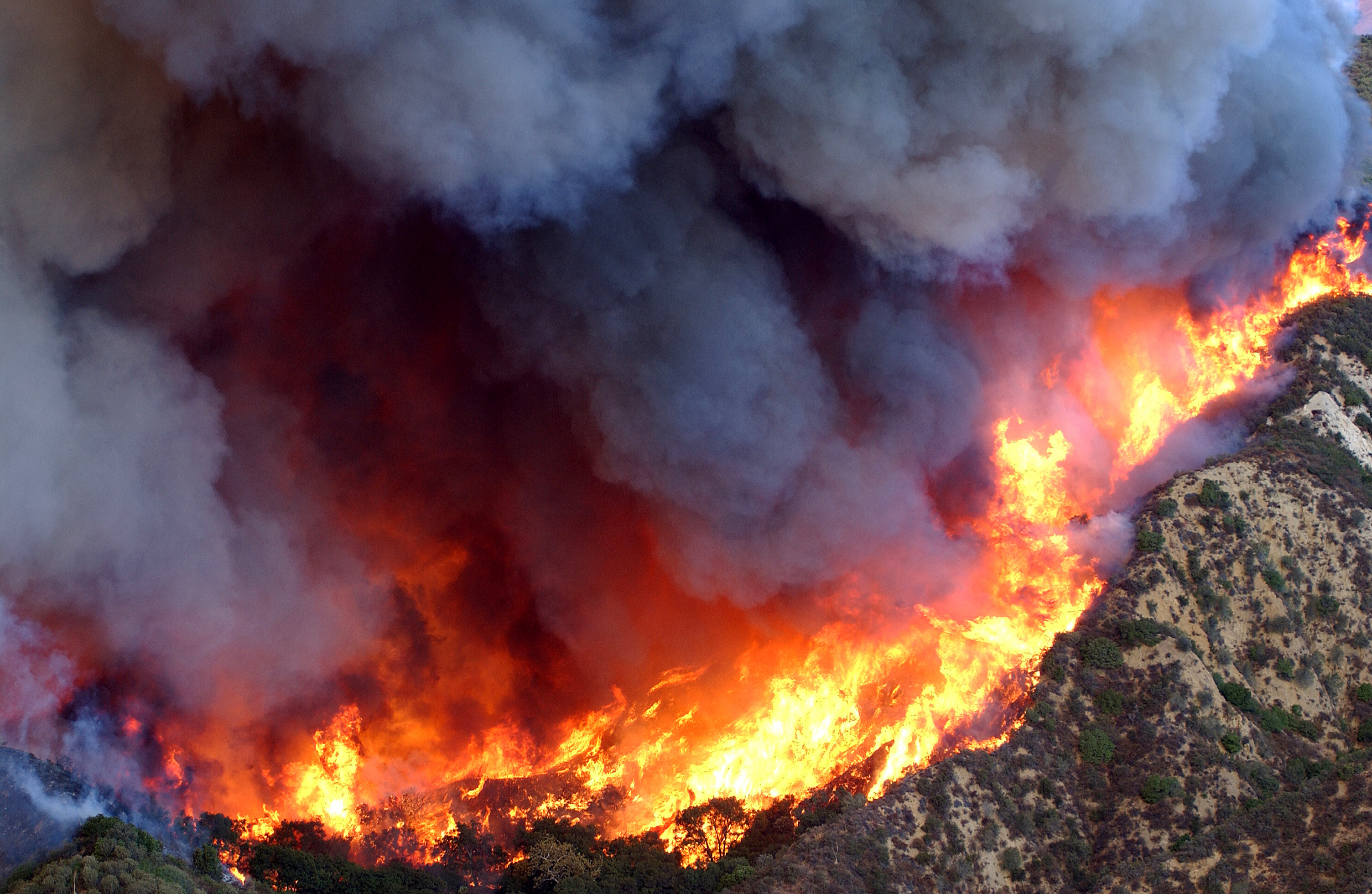
Waldbrandkatastrophe im Simi Valley, Oktober 2003

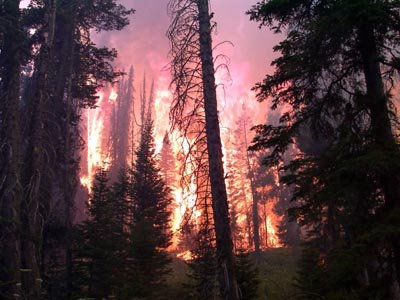
Waldbrand bis hinauf zu den Baumwipfeln (USA, ca. 2003)

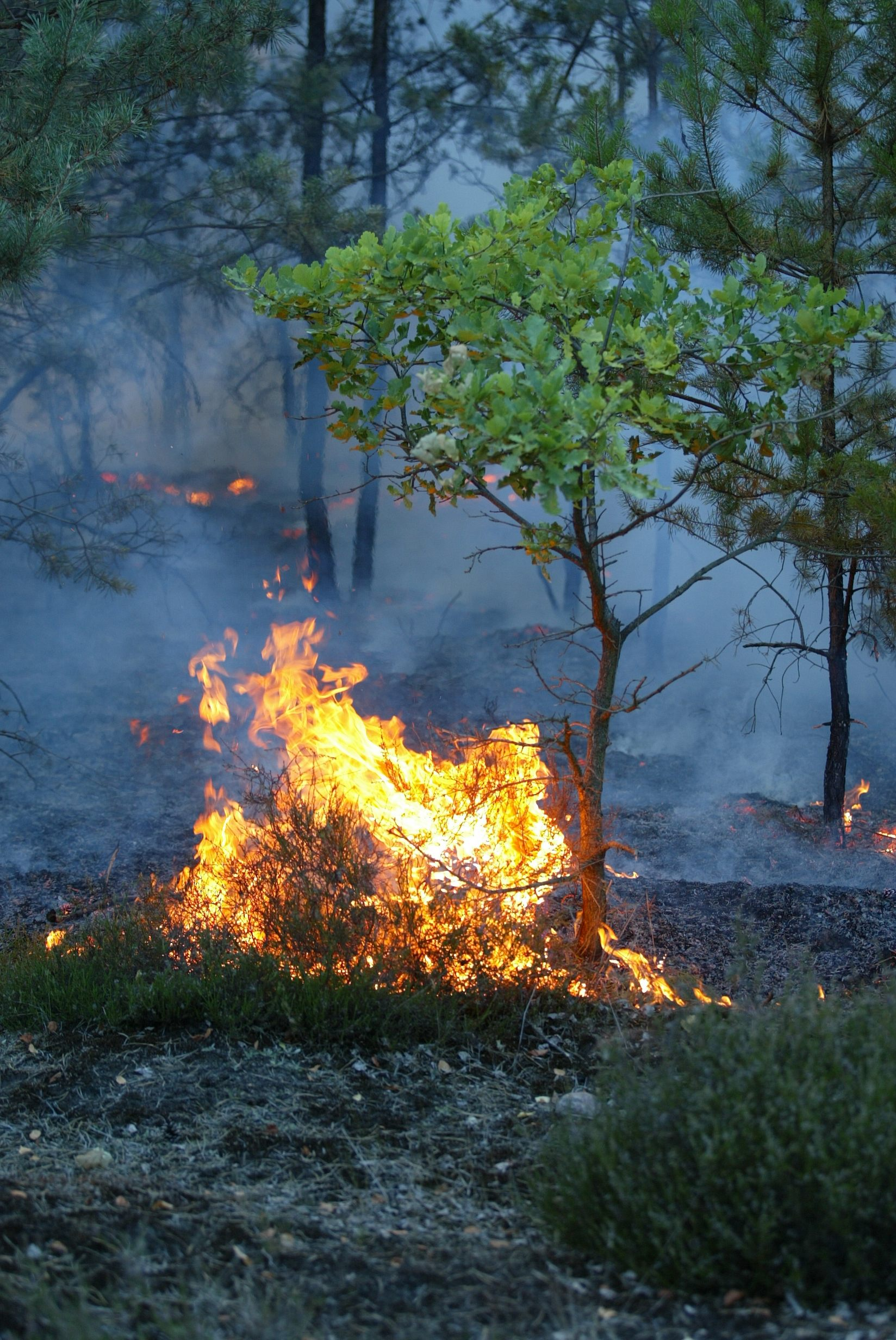
Bodenfeuer in einem Brandenburger Forst (2003)

Ein Waldbrand ist ein Brand in bewaldetem Gebiet. Waldbrände zählen gemeinsam mit den Flurbränden zu den Vegetationsbränden. Waldbrände werden oft begünstigt durch Trockenperioden und sind wegen ihrer hohen Ausbreitungsgeschwindigkeit gefährlich für Mensch und Tier. Dennoch sind sie in den meisten Waldbiomen der Erde ein wichtiger Umweltfaktor, der die natürliche Verjüngung fördert.
Der Begriff Buschfeuer wird zum Beispiel für große Brände von Busch- und Waldland auf dem australischen Kontinent oder in Afrika verwendet.

## Entstehung

### Ursachen

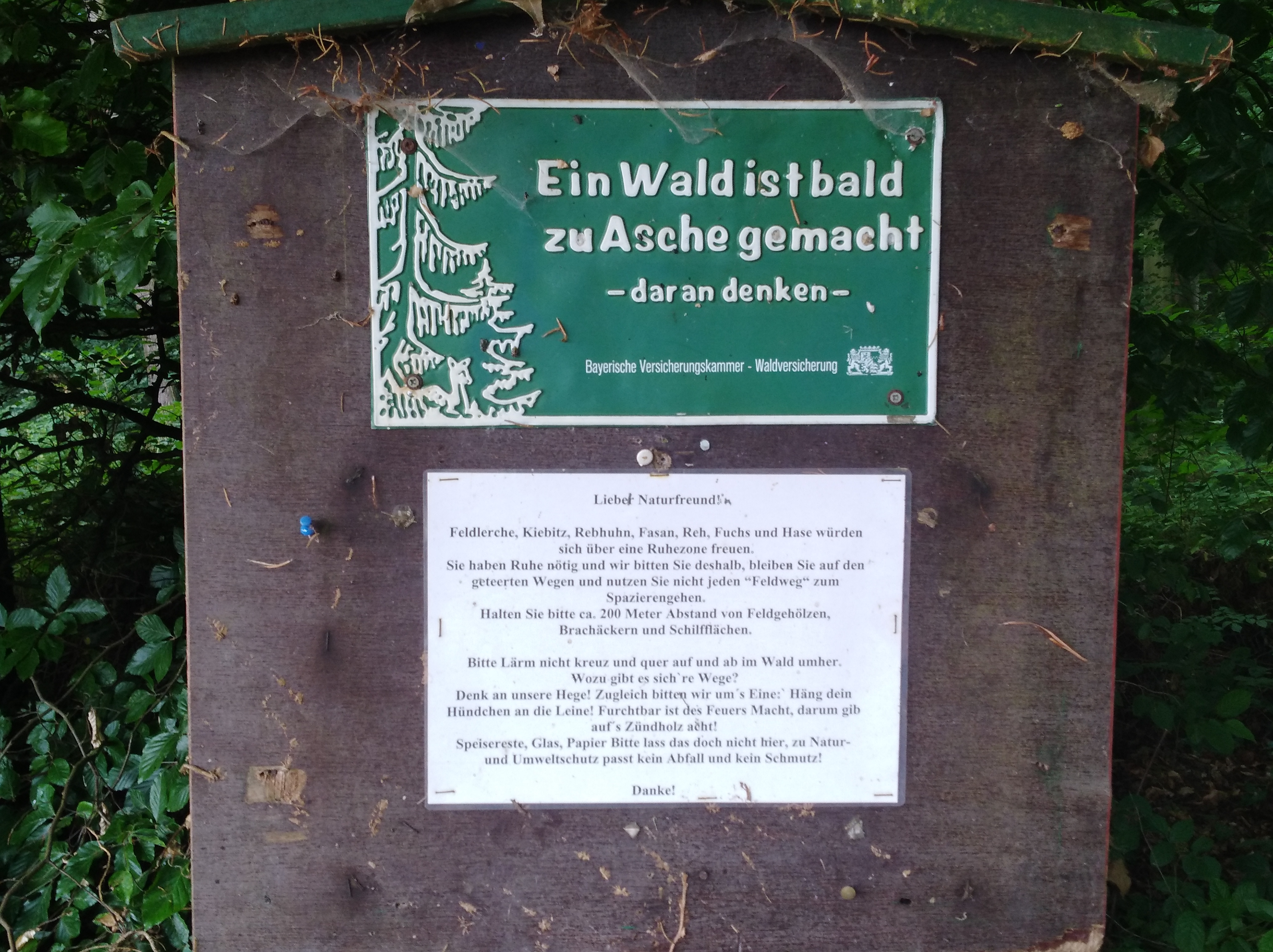
Schild, das zu Waldbrandverhütendem Verhalten aufruft

Waldbrände sind eine Gefahr für trockene Wälder; ebenso erhöhen diese wiederum die Gefahr für Brände im Umland. Weltweit lassen sich nur etwa vier Prozent aller Waldbrände (in Bezug auf die „Anzahl“ der Brände, nicht auf die abgebrannte Flächengröße) auf natürliche Ursachen zurückführen. Der Rest entfällt auf vorsätzliche Brandstiftung (Brandrodung, Brandstiftung, etwa um Bauland in einem Naturschutzgebiet zu gewinnen) oder Fahrlässigkeit (Unachtsamkeit, beispielsweise durch „wilde“ Lagerfeuer oder Grillen, weggeworfene Zigaretten oder Streichhölzer sowie Funkenflug durch das Abbrennen von Strohresten). Bei den untersuchten Waldbränden geht der Großteil auf den Einfluss des Menschen zurück, etwa zwei Drittel der Waldbrände in Italien im Jahr 2007 und ein fast ebenso großer Anteil 2005 und 2006 in Portugal wurden aktiv durch Brandstiftung verursacht. Unterschätzte Ursache sind auch heiße Katalysatoren von auf Waldboden abgestellten Autos und Motorrädern. Im März 2018 entzündete die von einer Abfahrt hoch erhitzte Bremsscheibe eines auf den Wiesenhang hingelegten Mountainbikes dürres Gras. Im Osten Deutschlands verursacht die Selbstentzündung verrottender Munition aus dem Zweiten Weltkrieg einen beträchtlichen Teil der Brände.
Dass Glasflaschen und -scherben die Sonnenstrahlen wie Brenngläser bündeln und somit Laub oder Gras entzünden können, ist höchst unwahrscheinlich, selbst bei hierfür optimalen Umständen. Sind die Flaschen jedoch mit Wasser gefüllt, so ist ein Entzünden sogar mit einer PET-Flasche möglich.
Seltener lösen natürliche Ursachen wie Blitzschlag oder vulkanische Aktivität Waldbrände aus.

### Bedingungen
Die Entstehung und Ausbreitung von Waldbränden wird durch mehrere Faktoren beeinflusst, deren Anteil sich je nach Region stark unterscheiden kann. Dazu gehören Zündquellen, Beschaffenheit und Dichte des Brennmaterials, Terrain, Brandbekämpfung durch den Menschen sowie das Wetter. Begünstigend für große Brände sind unter anderem hohe Lufttemperaturen, niedrige Luftfeuchte, Dürren und hohe Windgeschwindigkeiten. Hohe Temperaturen führen in den Sommermonaten mit geringer relativer Luftfeuchte zu erhöhter Evapotranspiration, wodurch sowohl die Bodenfeuchte insgesamt als auch der Wassergehalt des Brennmaterials innerhalb von Tagen oder Stunden abnehmen kann. Dieser Effekt kann bereits durch geringe Windgeschwindigkeiten noch verstärkt werden; außerdem wird ein bereits bestehendes Feuer durch die Luftzufuhr weiter angefacht. Zeitversetzt können sich hingegen auch höhere Niederschläge brandfördernd auswirken. So geht beispielsweise in Portugal den extremen Feuerjahren ein regenreicher März mit starkem Pflanzenwachstum voraus, wodurch mehr Brennmaterial in der darauffolgenden Feuersaison zur Verfügung steht.

### Veränderungen infolge der globalen Erwärmung
Infolge der Klimakrise wird inzwischen ein exponentieller Anstieg besonders extremer Wald- und Flurbrände vorhergesagt. Für fast jede untersuchte Region gehen Klimamodelle von einer größeren Häufigkeit und Intensität von Waldbränden infolge der globalen Erwärmung aus. Dies folgt insbesondere aus der prognostizierten Zunahme von Dürren und der steigenden Lufttemperatur. Dies ist zum Beispiel in den westlichen USA bereits zu beobachten, wo sich die Anzahl der großen Brände (mehr als 400 Hektar) seit den 1970er Jahren um etwa 20 Feuer pro Jahrzehnt erhöht hat. Zurückgeführt wird dies neben hohen Temperaturen und Trockenheit auf eine Verlängerung der Feuersaison und Wachstumszeit der Vegetation (in Kombination mit zunehmender Kohlenstoffdioxid-Düngung) sowie auf verringerten Schneefall.
Darüber hinaus wirken über die globale Erwärmung weitere Effekte, die das Ausmaß von Waldbränden verstärken können. Zum einen führen höhere Temperaturen zur Entstehung von mehr Gewittern und somit zu einer größeren Zahl an möglichen Zündquellen. Des Weiteren geht mit steigender Temperatur eine Ausbreitung von Schädlingen einher, die bisher in höher oder nördlicher gelegenen Bäumen keinen Lebensraum finden. Das möglicherweise daraus resultierende Baumsterben erhöht die Menge an Brennmaterial und verringert den Schattenwurf auf den Boden, was wiederum zu mehr Austrocknung führt. Infolge von mehr Dürre durch den Klimawandel sowie der damit einhergehenden generellen Zunahme von Feuerwetter-Bedingungen brennen insbesondere große Brände in Nordamerika zunehmend auch die Nacht durch. Nächte sind typischerweise kühler und feuchter als Tage, was die Feueraktivität hemmt und die Brandbekämpfung erleichtert.
Intensive Waldbrände können auch zu Rückkopplungsmechanismen mit abschwächendem Effekt führen, indem sie karge Flächen ohne Material für zukünftige Brände hinterlassen.

### Landflucht
Zu den Vegetationsbränden in Spanien im August 2025 meinen Experten, dass auch die Landflucht der Bewohner die Brandgefahr erhöht. In den Wäldern sammelt sich mehr brennbares Material an, außerhalb von Wäldern breiten sich Büsche aus, wenn die Bewirtschaftung zurückgeht.

## Natürliche Waldbrände

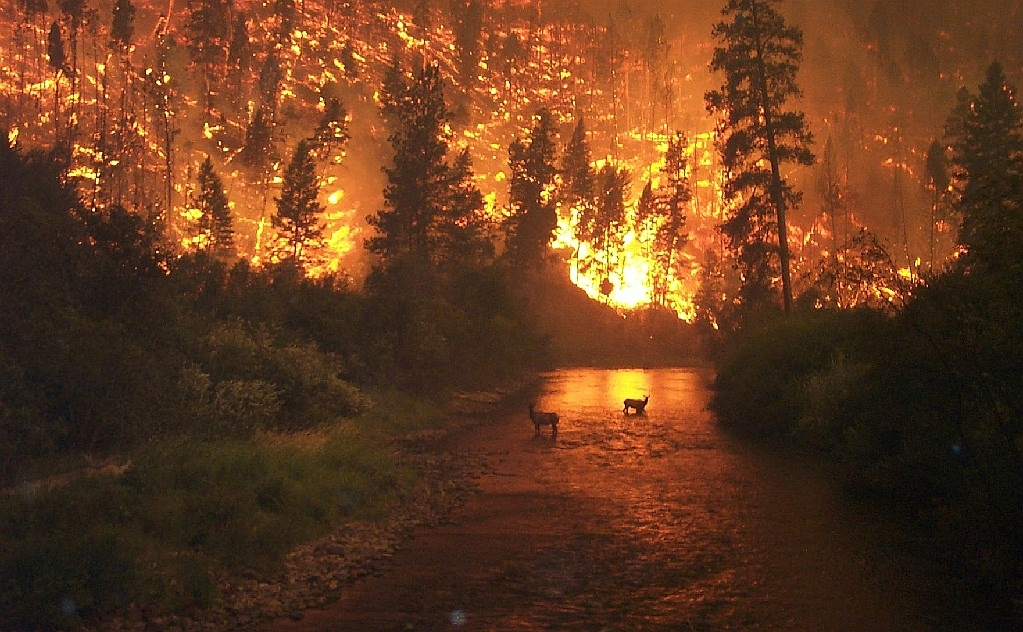
Waldbrand im Bitterroot National Forest in Montana, 6. August 2000

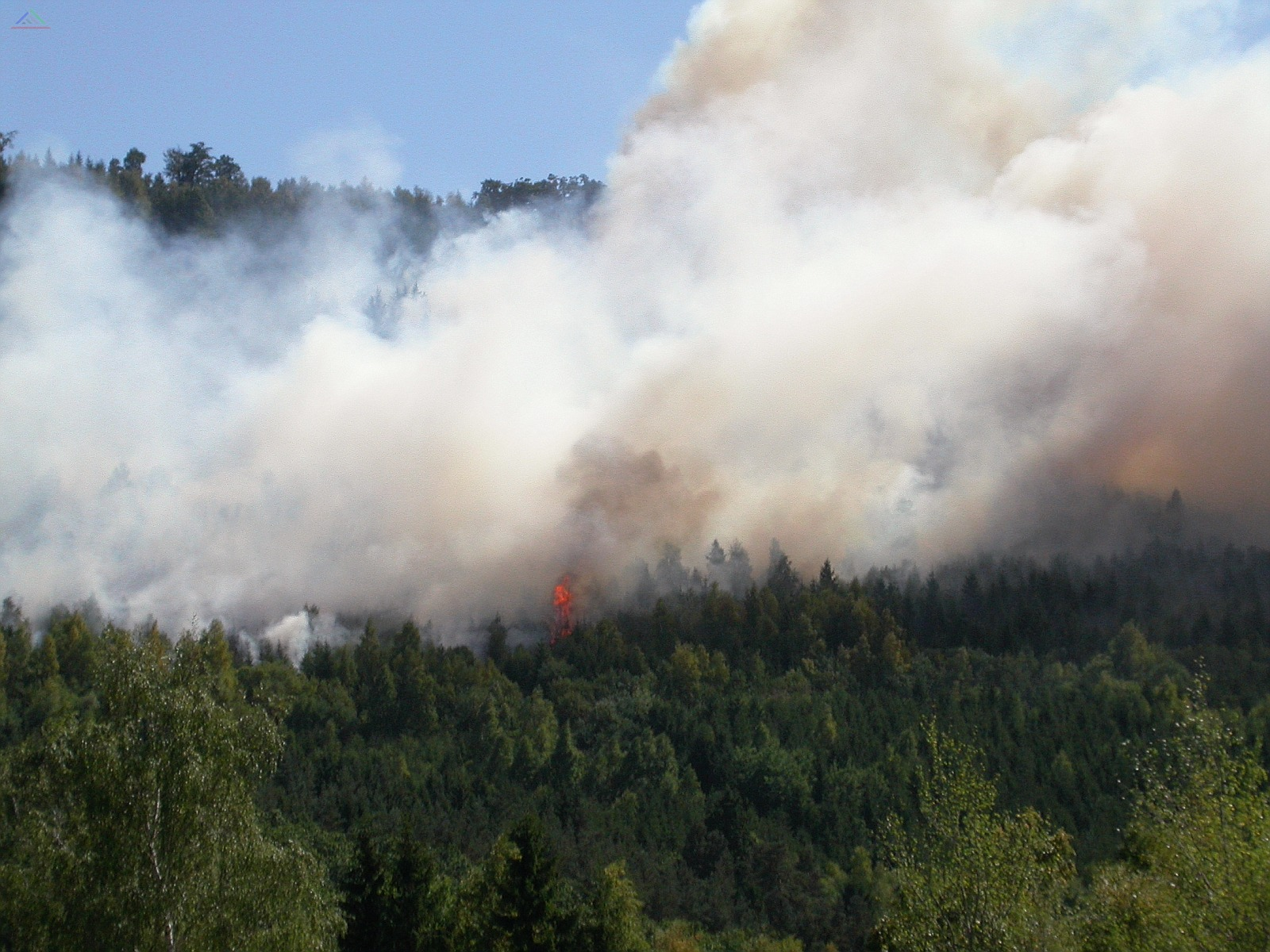
Waldbrand bei Goslar, 11. August 2003

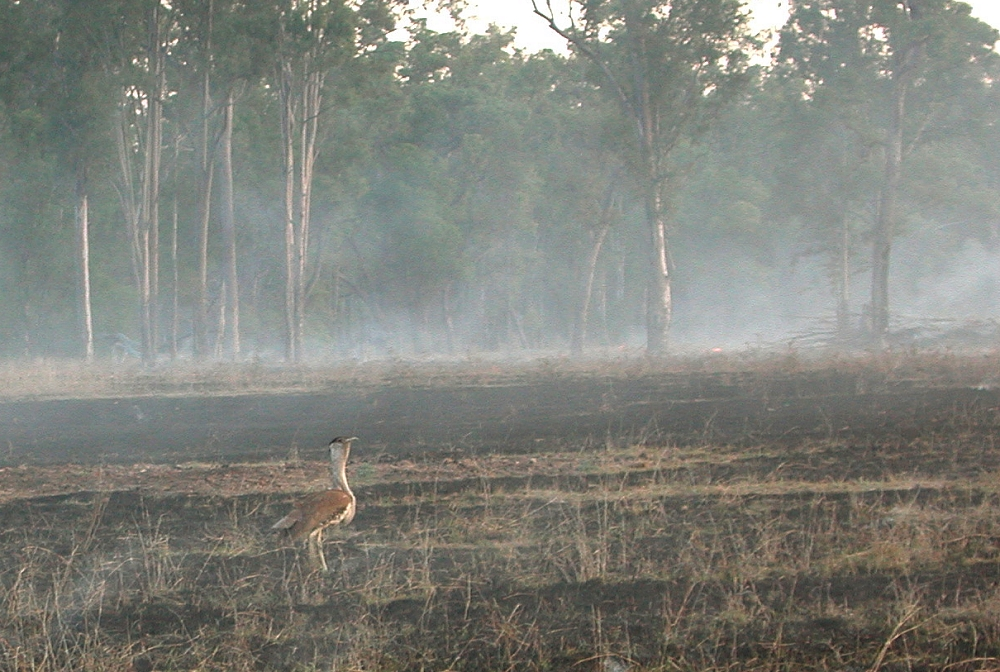
Eine Wammentrappe folgt dem Feuer zur Nahrungssuche

Zwar sind Waldbrände Bestandteil der Naturdynamik, dennoch haben weniger als 5 % aller Waldbrände in Europa natürliche Ursachen, meist Blitzschlag. In einer Naturlandschaft Mitteleuropas würden sie nur kleinflächig auftreten und eine untergeordnete Rolle spielen. Größere Waldbrände wären ohne den Menschen eine seltenere Erscheinung.
Die natürlichen Wälder Mitteleuropas sind hauptsächlich Laubmischwälder aus Rotbuche und Stieleiche. Sie halten mehr Feuchtigkeit in Biomasse, Boden und Luft und trocknen weniger schnell aus als Nadelholzforste. Dies gilt ebenso für die meisten Regenwälder der Erde. Eine natürliche Waldzusammensetzung ist ein guter Schutz vor Waldbränden.
Ein Waldbrand wirkt als Störung auf das Ökosystem Wald und ermöglicht das Keimen von Pionierpflanzen. Das Mosaik-Zyklus-Konzept sieht Waldbrände als einen Bestandteil der natürlichen Sukzession des Waldes. So ist ein unbedingtes Verhindern von Waldbränden in Großschutzgebieten nicht immer sinnvoll, da es den natürlichen Kreislauf unterbricht. Solche natürlichen Waldbrände verringern die Menge an brennbarem Totholz und verhindern dadurch selbst ihre allzu häufige Wiederkehr.
In trocken-warmen Klimaten kommt Waldbränden natürlicherweise eine größere Rolle zu, auch wenn sie hier heute ebenfalls zum allergrößten Teil durch den Menschen erzeugt werden. Die trockene Kraut- und Strauchschicht brennt als Lauffeuer schnell ab, ohne Altbäume vollständig zu zerstören, und hinterlässt unbewachsenen und durch die Asche gleichzeitig mineralstoffreichen Boden, in dem neue Bäume keimen können. Mammutbäume lassen ihre Samen erst nach einem Waldbrand fallen, wenn genug Platz für Jungbäume entstanden ist, und sind damit ein Beispiel für die Anpassung der sogenannten Pyrophyten an solche „Katastrophen“ und deren Bedeutung in der natürlichen Verjüngung des Waldes. Eukalyptus fördert Waldbrände durch seine hohe Brennbarkeit und profitiert von ihnen, indem die Stümpfe besonders schnell wieder austreiben, noch bevor andere Pflanzen sich erholt haben.
Tropische Savannen und subtropische Hartlaubbiome bilden die Feuerklimaxvegetation ehemaliger Wälder (Trockenwald und Hartlaubwald), die regelmäßig vor Erreichen der Schlusswaldgesellschaft erneut brennen.
Die größten natürlichen Waldbrände finden periodisch in den borealen Nadelwäldern des Nordens – insbesondere in Kanada – statt. Sie gehören hier zur natürlichen ökologischen Dynamik.

## Entwicklung
Ein Waldbrand durchläuft in der Regel drei Phasen. Er beginnt als Lauffeuer am Boden, das sich noch leicht bekämpfen lässt. Dieses Lauffeuer kann, besonders bei Nadelgehölzen, auf die Baumwipfel überspringen, was zu dem so genannten Wipfelfeuer und zur schnellen Brandausbreitung führt. Wipfelfeuer lassen sich deutlich schwerer bekämpfen als Bodenfeuer und wachsen sich leicht zur dritten Stufe, dem Totalbrand, aus. Unter den klimatischen Bedingungen Mitteleuropas bricht ein solcher Vollbrand zusammen, wenn das ihn stützende Bodenfeuer niedergekämpft werden kann.
Zur Ausbreitung eines Feuers im Wald siehe auch Deadman Zone.

## Statistik

### Europa
2017 war ein Starkjahr für Waldbrände in Europa. Mehr als 800.000 Hektar Land wurden vernichtet, vor allem in Italien, Portugal und Spanien. In Italien wurden seit 1990 die meisten Waldbrände europaweit gezählt, es folgen Portugal und Spanien. 2018 wurden 1192 Brände auf 181.000 Hektar registriert (siehe auch Dürre und Hitze in Europa 2018#Wald- und Flächenbrände) und 2019 wurden bereits bis Ende April 1233 Brände gezählt, die 30 Hektar oder mehr Land verbrannten (siehe auch Hitzewellen in Europa 2019#Dürre, Waldbrände und landwirtschaftliche Schäden). Der Zehnjahresdurchschnitt für diese Jahreszeit liegt bei gerade mal 115 Waldbränden. 2021 setzte sich der Trend mit 550.000 ha verbrannter Fläche fort.

### Deutschland
In Deutschland traten in den Jahren 1993 bis 2018 im Mittel 1016 Waldbrände pro Jahr auf, die im Mittel rund 577 Hektar Wald pro Jahr vernichten. Anfang 2025 betrug der langjährige Durchschnitt der verbrannten Waldfläche bereits 844 Hektar.
In den Jahren 2018 und 2019 kam es infolge der Dürre seit 2018 zu überdurchschnittlichen Waldbrandjahren. 2019 wurden 1523 Waldbrände mit einer Fläche von 2711 ha verzeichnet. Im Vergleich dazu hat die deutsche Waldfläche zwischen 2012 und 2022 um rund 15.600 ha zugenommen.
Im Jahr 2023 gab es im Bundesland Brandenburg die größten Waldbrände (gemessen an der abgebrannten Fläche), nämlich 765 Hektar. Auf Platz 2 folgte Mecklenburg-Vorpommern mit 192 Hektar.
Im Jahr 2024 gab es laut Bundesinformationszentrum Landwirtschaft 463 Brände auf 334 Hektar Waldfläche.

### Österreich
Eine Statistische Erfassung der Waldbrände führt die Universität für Bodenkultur seit dem Jahr 1993 durch. Der flächenmäßig größte Waldbrand seit Ende des Zweiten Weltkriegs hat 1947 am Nederjoch in Telfes, Tirol stattgefunden. Damals wurden 200 Hektar Waldfläche vernichtet. 120 Hektar waren es 1961 im Föhrenwald bei Wiener Neustadt sowie der größte Einsatzmassige mit rund 115 Hektar im Oktober 2021 im Hirschwang - Höllental der Gemeinde Reichenau an der Rax, Niederösterreich, 80 Hektar im Frühjahr 2014 in Absam.
Im Gegensatz zu Bränden im Siedlungsgebiet, deren Kosten von den Gemeinden, bzw. dem Bundesland getragen werden müssen, bestehen im Falle von Waldbränden Übereinkommen mit dem Bund, dass diese vom Land- und Forstministerium getragen werden. Allerdings gibt es immer wieder Fälle, in denen das Ministerium den Gang bis zu den Höchstgerichten in Kauf nimmt, um den Ersatzpflichten zu entgehen. So dauert es oft Jahre, bis auch kleinen Gemeinden ihre oft nicht geringen Feuerlöschkosten refundiert werden.

## Waldbrandbekämpfung

### Aus der Luft

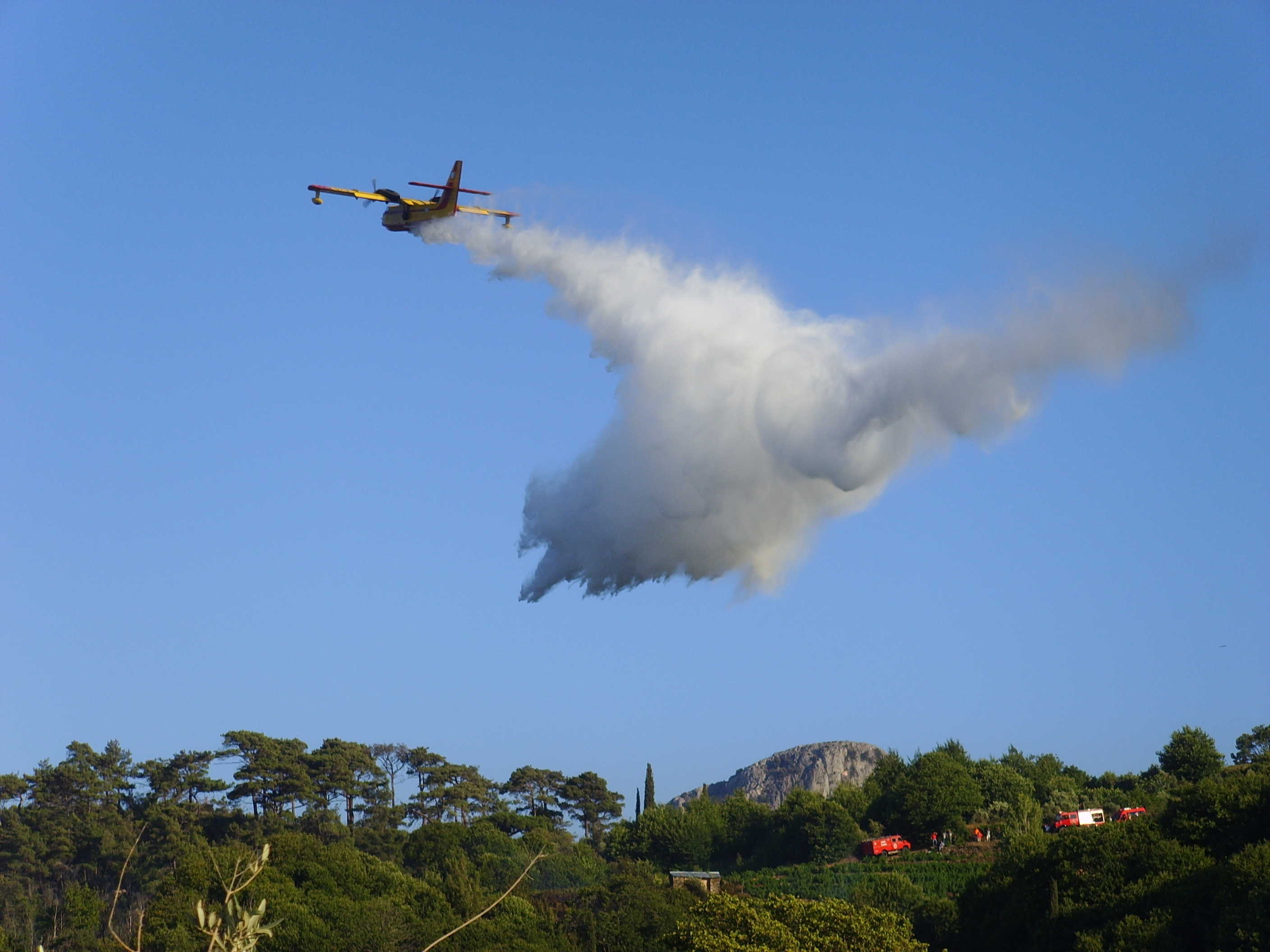
Löschflugzeug in Griechenland, 2007

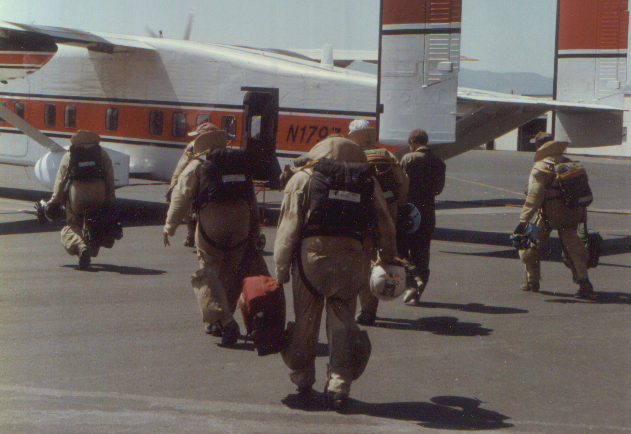
Smokejumper beim Boarding (Idaho)

Falls der Brandort auch mit geländegängigen Löschfahrzeugen nicht erreichbar sein sollte, ist die effektivste Methode der Waldbrandbekämpfung der kombinierte Einsatz von Bodentruppen und Löschflugzeugen und -hubschraubern. Ausgebildete Bodentruppen können mit Handwerkzeugen wie Feuerpatsche einen Waldbrand in Schach halten und kontrolliert die Flammenlängen reduzieren. Bei der Waldbrandbekämpfung mit Luftfahrzeugen wird Löschwasser (mit oder ohne Zusätze) punktuell auf Brandherde abgeworfen. Nachteile dieser Methode sind die großen Gefährdungen der Piloten und Maschinen für die Brandbekämpfung und die fehlenden Nacharbeiten an den Brandherden, die sich ohne händische Kontrolle wieder entzünden können. So starben beispielsweise am 18. Juni 2002 drei Menschen beim Absturz eines Löschflugzeugs in Kalifornien.
In Deutschland kam es zweimal zum Einsatz großer Löschflugzeuge. Beim Brand in der Lüneburger Heide halfen vom 11. bis 16. August 1975 Löschflugzeuge vom Typ Canadair CL-215 des französischen Zivilschutzes aus Marignane. Insgesamt transportierten sie 962.500 l Wasser zum Feuer, was pro Tag und Flugzeug 15 bis 20 Pendelfahrten eines Tanklöschfahrzeugs entspricht. Der zweite Einsatz fand am 26./28. Juli 1983 bei Knesebeck statt, diesmal mit einer Transall C-160 der Luftwaffe, die mit einem Wassertank-Umrüstsatz ausgestattet worden waren. Die Anforderung erfolgte, nachdem die Bundesregierung zugesagt hatte, den Landkreis von den Einsatzkosten freizustellen. Eine weitere Anforderung der Transalls, die dann kostenpflichtig gewesen wäre, ist nie erfolgt, und die Umrüstsätze wurden nach einigen Jahren verschrottet.
In unzugänglichen großen Waldgebieten können Feuerwehrleute als sogenannte „Feuerspringer“ mit einem Fallschirm an den Einsatzort gelangen und dort das Feuer bekämpfen. Dies ist in Europa nicht sehr verbreitet und wird auch als kritisch eingestuft, da die Feuerspringer über keinen gesicherten Rückweg verfügen, wenn sie landen. Die Feuerwehren in Österreich werden bei der Bekämpfung vor allem in alpinen Gebieten hauptsächlich durch Hubschrauber des Bundesheeres unterstützt. Der bei der Feuerwehr installierte Flugdienst hält dazu die notwendigen Löschmittel vor und stellt die notwendigen Löschmannschaften.
In Deutschland liegt die Verantwortlichkeit für den Katastrophenschutz bei den Ländern. Unterstützung aus der Luft sollte daher an erster Stelle das jeweilige Bundesland in Form der Helikopterstaffel seiner Landespolizei gewähren können. Diese Fähigkeit ist von Bundesland zu Bundesland unterschiedlich stark ausgeprägt. Die hessische Landespolizei hat Training und Ausrüstung 2006/2007 deutlich verbessert. Die sächsische Landespolizei hat 2009 ihren letzten PZL W-3 Sokół außer Dienst gestellt, und damit den letzten Helikopter, den sie mit der Ausrüstung „Lasthaken“ bestellt hatte. Löscheinsätze aus der Luft sind seither nur noch möglich, wenn Ressourcen anderer Bundesländer oder des Bundes herangeführt werden. Schlagkräftigstes Einsatzmittel sind die für 5000-l-Löschwasserbehälter tauglichen Sikorsky CH-53 des Hubschraubergeschwader 64 der Bundeswehr aus Laupheim und Holzdorf. Aus Kostengründen werden sie nur angefordert, wenn der Einsatzleiter andere Möglichkeiten erschöpft sieht. Im Jahre 2008 waren für den Einsatz im Rahmen des Katastrophenschutzes 7941 € pro Flugstunde plus Personalkosten zu zahlen.

### Am Boden
Bei der Bekämpfung wird zwischen Wipfelbrand und Bodenbrand unterschieden.
Beim Bodenbrand ist ein Ansatz die Errichtung von Brandschneisen. Dabei wird in Abhängigkeit von den erwarteten maximalen Flammenlängen ein Wundstreifen angelegt, in dem sämtliches brennbare Material entfernt oder kontrolliert abgebrannt wird, damit der Waldbrand sich dort nicht weiter ausbreiten kann. Jedoch kann es durch Funkenflug zu einem Überspringen der Brandschneise kommen und die Bodentruppen dadurch durch Feuer im Rücken gefährden.
Bei den meisten Waldbränden gibt es Probleme mit der Wasserversorgung, da die nächsten Wasserentnahmestellen oft weit entfernt sind. Außerdem ist das Einsatzgebiet vor allem im Gebirge oft nur schwer zugänglich. Man muss eine Löschwasserförderung über lange Wegstrecken aufbauen. Dazu sind mehrere Feuerlöschpumpen notwendig. Da das Wasser aber immer nur an der Oberfläche des Laubes bleibt, muss man trotzdem mit Schaufeln und Feuerpatschen das Feuer ausschlagen oder dem Löschwasser ein Netzmittel zumischen, welches die Oberflächenspannung des Wassers vermindert.
Für solche Einsätze ist eine große Anzahl von Feuerwehrleuten notwendig, die für eine effektive Brandbekämpfung auch eine spezialisierte Ausbildung durchlaufen müssen, wie sie an den Waldbrandcamps von ESEPA in Griechenland (bis 2014), von Freunde der ESEPA e. V. Deutschland und ESEPA Schweiz im In- und Ausland angeboten wird.
Eine sehr spezielle Löschmöglichkeit ist das Sprengschlauchverfahren. Dieses Verfahren wurde 1996 von den Entwicklern Reinhard Ries und Winfried Rosenstock unter dem Namen 2RS-System registriert. Die Sprenglöschung erfolgt durch die Anwendung von speziell gefertigten, kunststoffummantelten Schläuchen, die mit Wasser gefüllt werden. Der Schlauch mit typisch 25 cm Durchmesser ist mit einer Sprengstoffschnur (maximal 40 g Sprengstoff pro Meter) versehen. Durch Ausbringung und Füllen der Schläuche in der Nähe der Brandstelle oder Brandfront kann durch Zündung der Sprengsätze das Wasser fein zersprengt nahe an den Brandherd gebracht werden. Dadurch kann der Brand gelöscht und die Umgebung gekühlt werden.

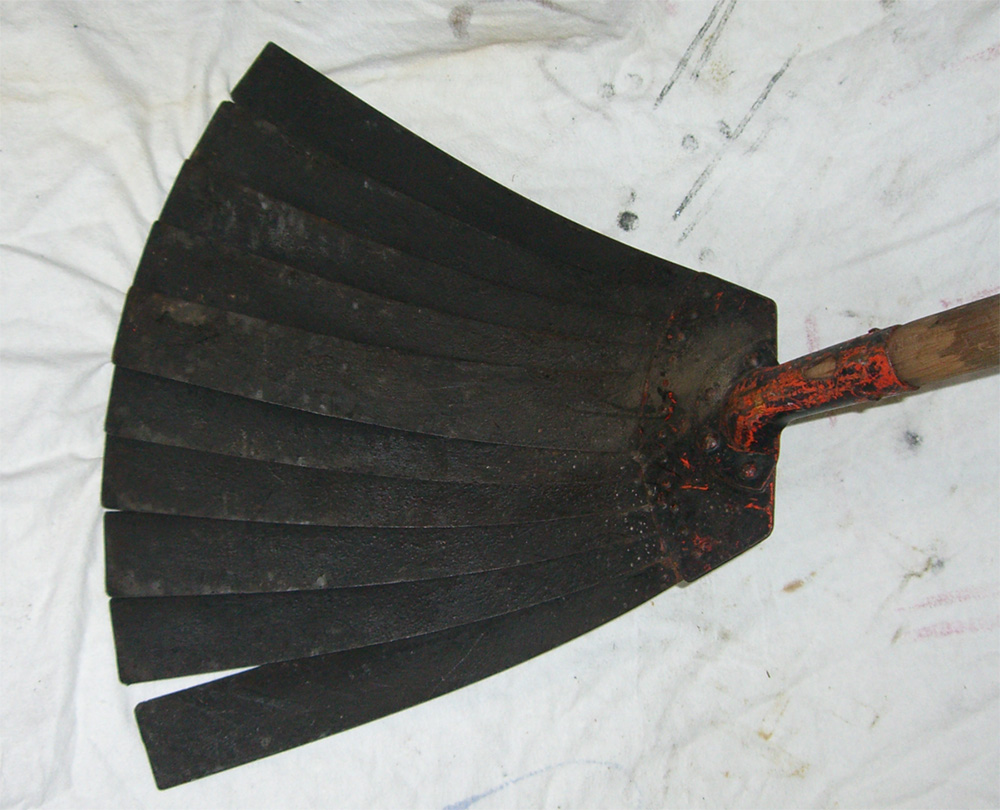
Feuerpatsche aus Metall
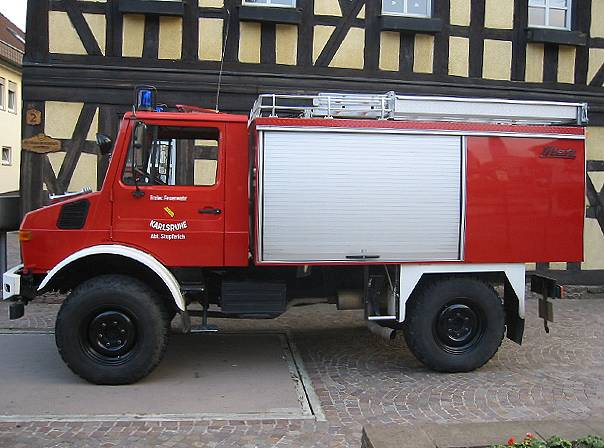
TLF 8/18 – ein für die Waldbrandbekämpfung geeignetes Feuerwehrfahrzeug
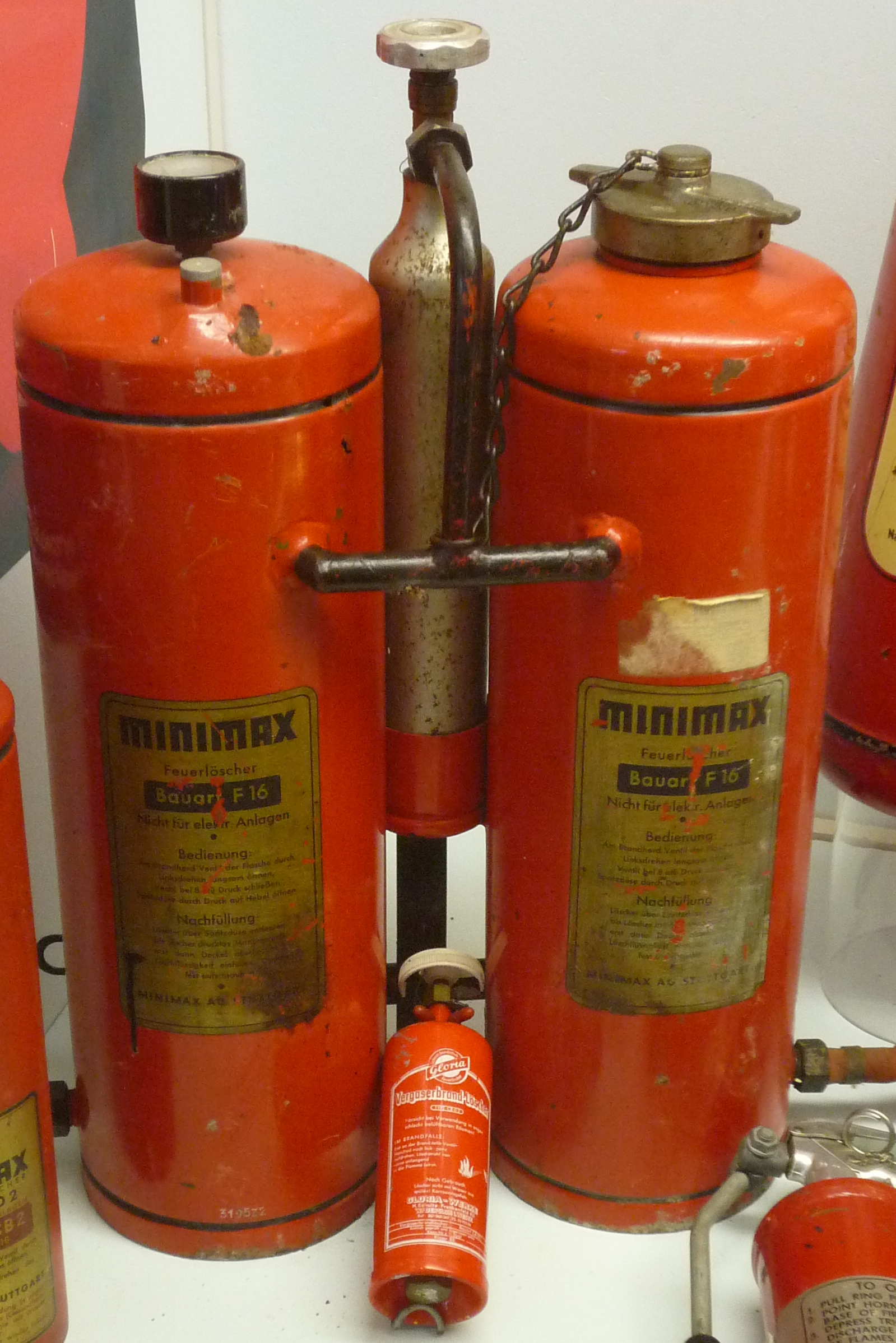
Nasslöscher mit Rückentragegestell für den Einsatz bei Waldbränden
Künstlich gelegtes Gegenfeuer in Kalifornien, Juni 2008
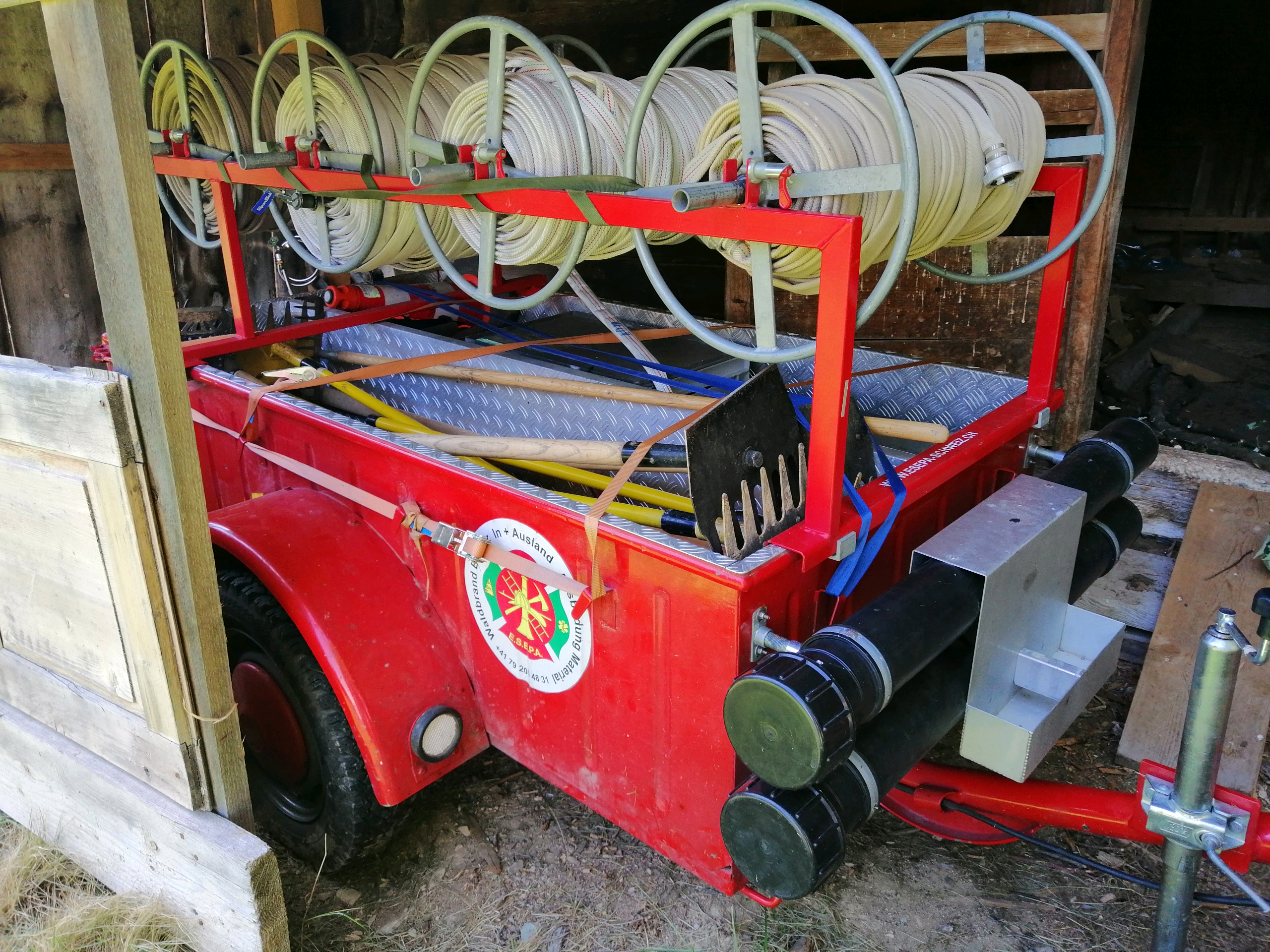
ESEPA Schweiz: Materialanhänger für Waldbrandbekämpfung (2022)

### Risiken durch Munition und Kampfmittel
Löscharbeiten auf ehemaligen Truppenübungsplätzen sind schwierig, weil dort Blindgänger liegen, die von der Hitze des Feuers zur Explosion gebracht werden können. Deshalb benötigt man Löschpanzer. Zur Zeit der DDR hatten die NVA (Nationale Volksarmee) und die GSSD (Gruppe der Sowjetischen Streitkräfte in Deutschland) auf dem Territorium der DDR viele Truppenübungsplätze.
Beim Waldbrand am 23. März 2014 im Bereich Jungherrntal, Lilienfeld, Niederösterreich kam es durch noch aus dem Zweiten Weltkrieg abgelagerte oder abgeworfene Maschinengewehrmunition und Granaten zu zahlreichen Explosionen, Schüssen und Stichflammen, die die Löscharbeiten behinderten.

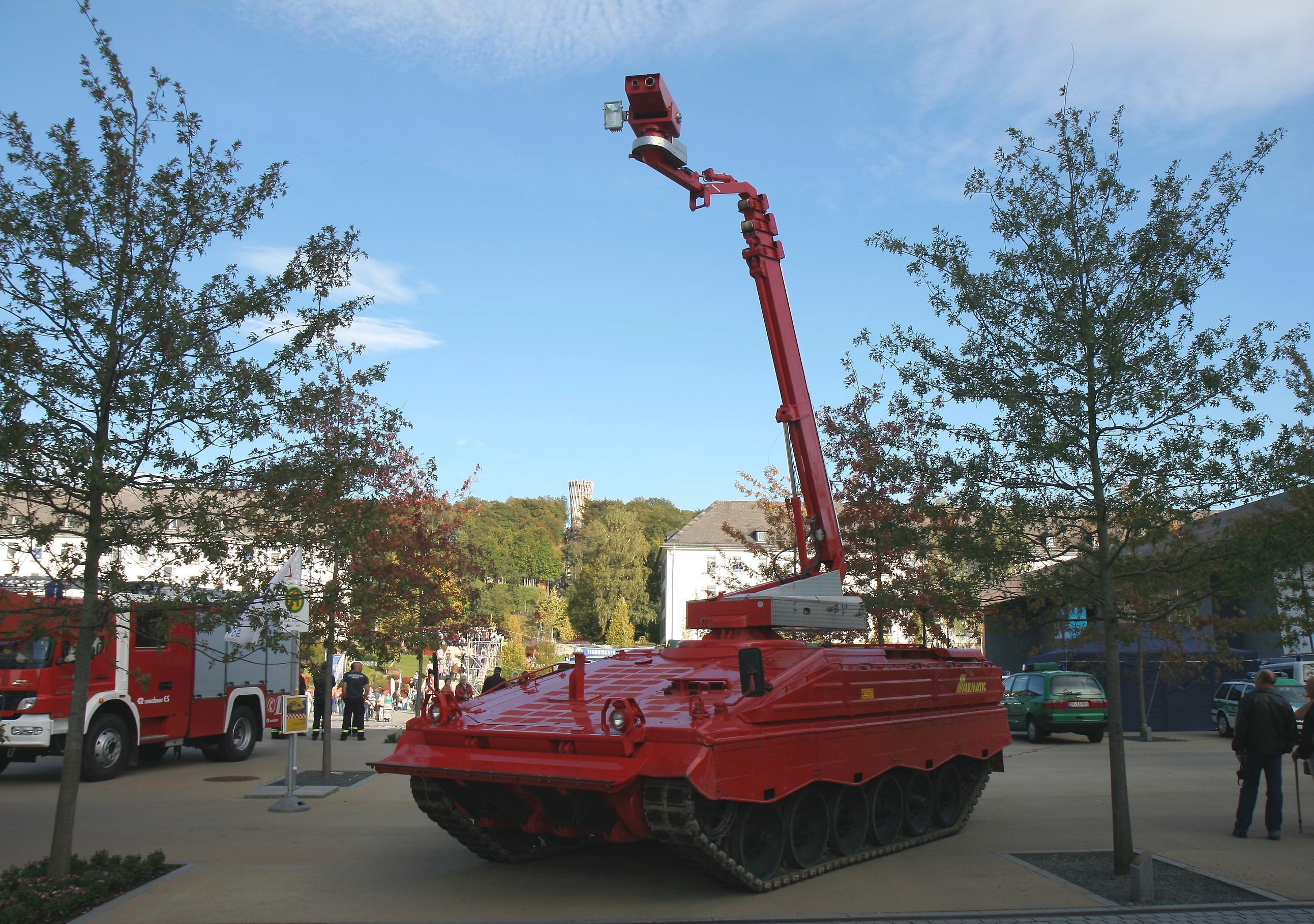
Ein Löschpanzer (im Jahr 2010), auf der Grundlage des SPz Marder

## Prävention und Gefährdungslage

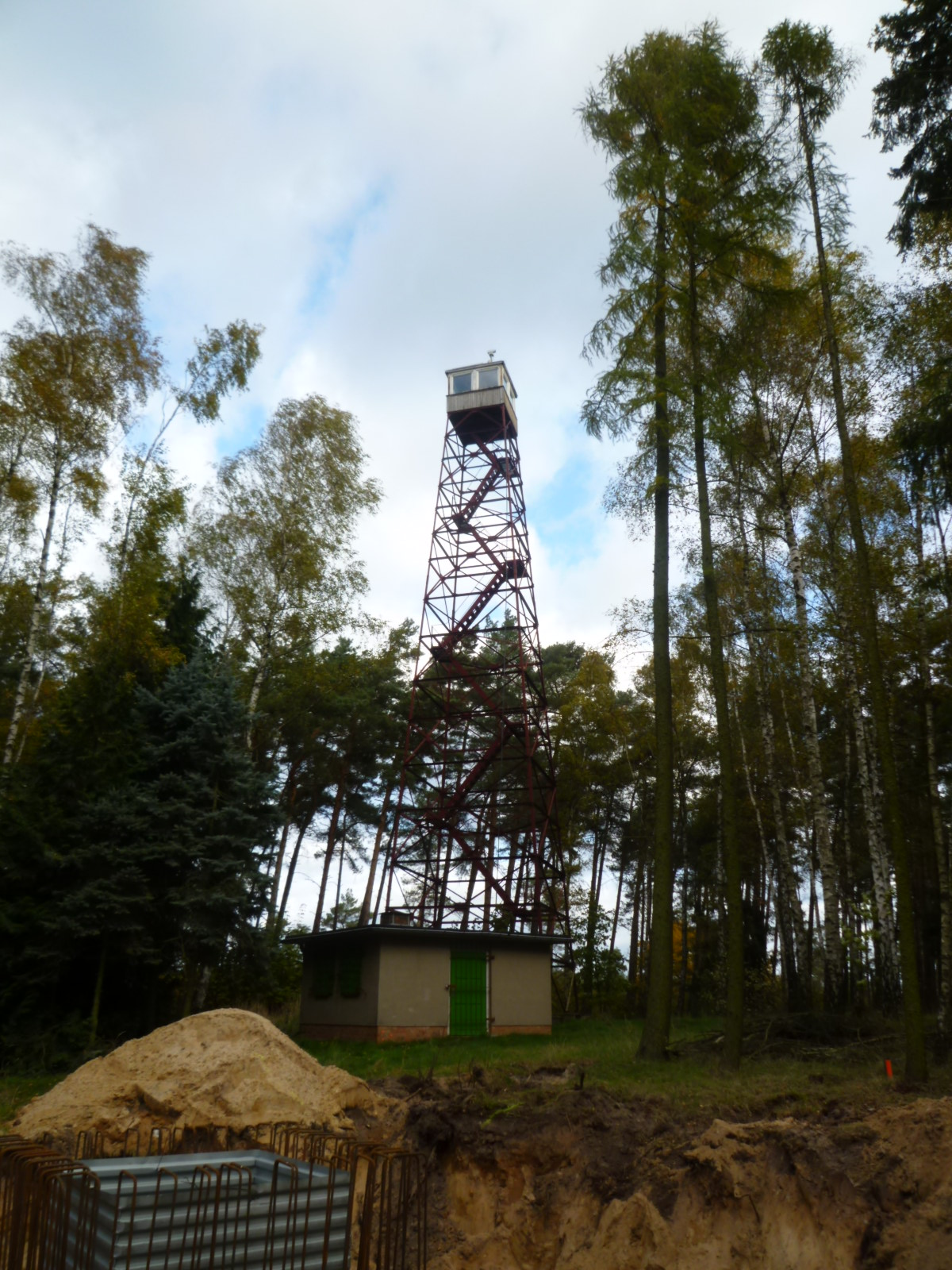
Feuerwachturm auf den Calvörder Rabenberg (Calvörde)

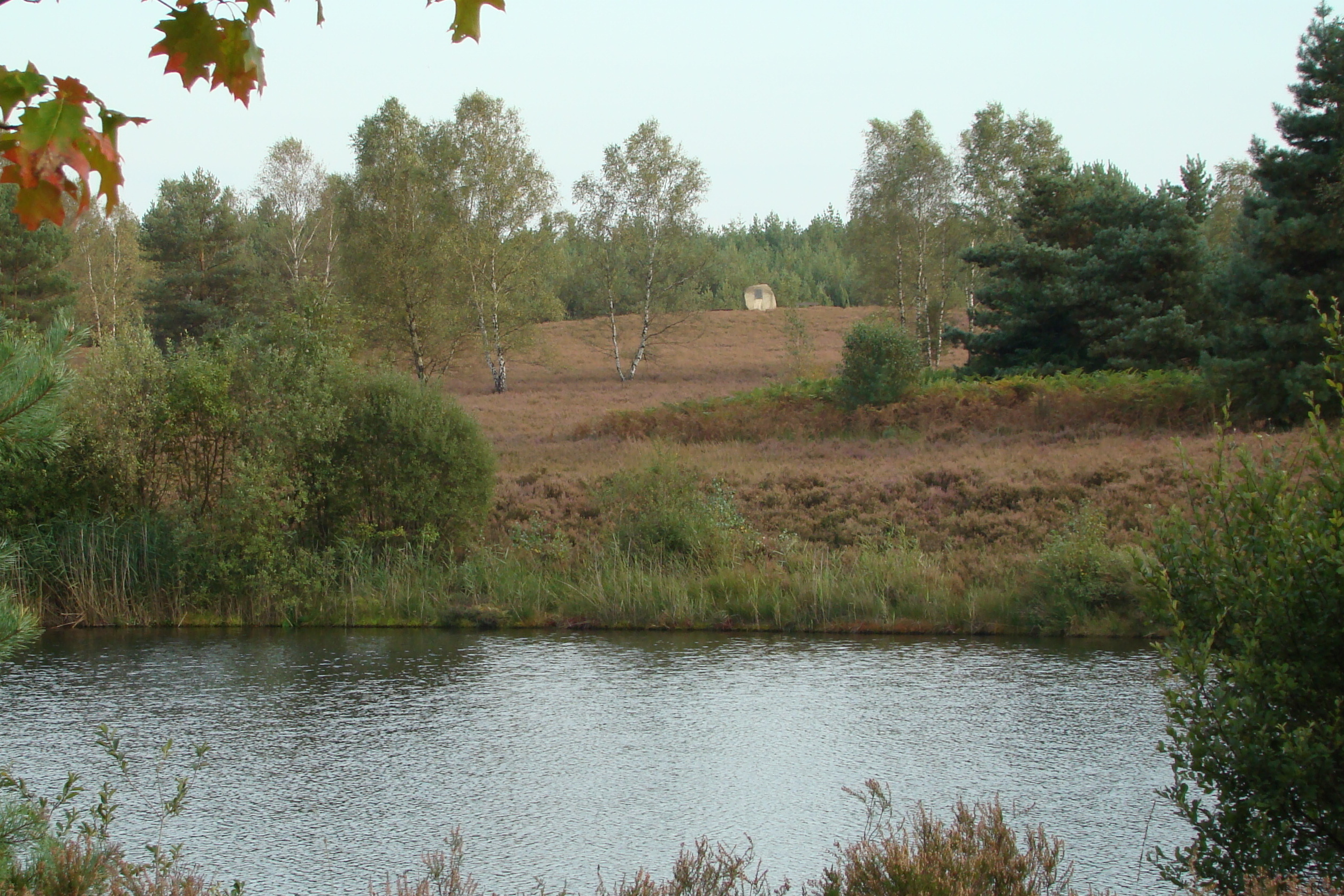
Löschwasserteich zwischen Oldendorf und Eschede (Niedersachsen)

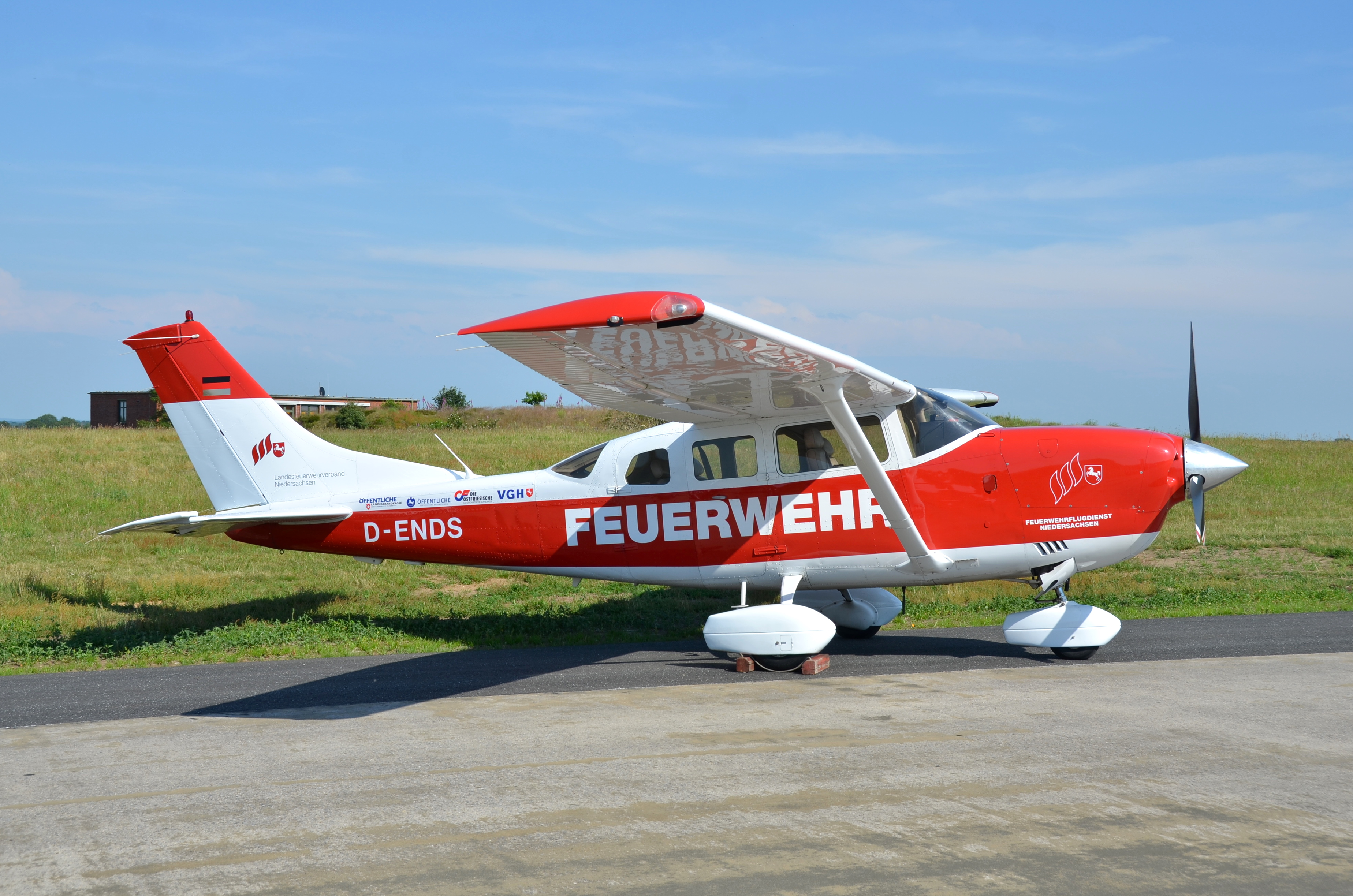
Die Cessna 206H Stationair des Feuerwehrflugdienstes Niedersachsen zur Waldbrandbeobachtung

Ein wichtiger Aspekt ist das rechtzeitige Erkennen von Waldbränden, da der zum Löschen nötige Aufwand mit der Zeit quadratisch wächst. Deshalb werden Patrouillen oder in Feuerwachtürmen stationierte Brandwächter eingesetzt.

### Früherkennung
In Deutschland wird seit dem Jahr 2002 zur frühzeitigen Erkennung von Waldbränden ein automatisiertes Waldbrand-Frühwarnsystem zur Raucherkennung (IQ FireWatch) eingesetzt. Dabei wird mittels eines optischen Sensors, der auf einem alten Feuerwachturm oder Strommasten installiert ist, und einer automatischen Software zur Raucherkennung ein Brand bereits im Entstehungsstadium (Schwelbrand) erkannt. Die Methode gestattet die Erkennung von Rauchwolken bei Entfernung von 20 km und weiter innerhalb von durchschnittlich 4 Minuten. Durch die Übertragung von Bildfolgen und Koordinaten in die Waldbrandzentralen ist eine effektive Einsatzleitung möglich. Stand September 2022 werden mit 400 Sensoren des Systems IQ FireWatch weltweit über 6 Millionen Hektar Wald überwacht.
Allein 175 optische Sensoren des Systems IQ FireWatch suchen in den Sommermonaten in den Bundesländern Berlin, Brandenburg, Sachsen, Sachsen-Anhalt, Mecklenburg-Vorpommern und Niedersachsen in allen gefährdeten Waldgebieten flächendeckend nach Rauch. Auch wird die Bevölkerung aufgefordert, gesichtete Waldbrände sofort der Feuerwehr zu melden. Auch von Piloten werden immer wieder Waldbrände über die Flugsicherung den Alarmzentralen der Feuerwehr gemeldet. In Niedersachsen wird zur Waldbrandbeobachtung auch der Feuerwehr-Flugdienst des Landesfeuerwehrverbandes Niedersachsens eingesetzt. Ähnliche Einsätze von Luftbeobachtern (Personal von Feuerwehr, Forstverwaltung oder Landratsämtern) zusammen mit Piloten der Luftrettungsstaffel gibt es in Bayern.
Zur Früherkennung werden „intelligente“ Sensoren entwickelt.

### Waldbrandindex
In Deutschland wird die Gefahr eines Waldbrandes nach einem je nach Bundesland vier- oder fünfstufigen Waldbrandindex ermittelt. Je bekannter diese Gefährdungslage ist, desto größer wird die Wahrscheinlichkeit, Waldbrände zu verhindern, jedoch hat die Erfahrung gezeigt, dass viele Brandstifter sich durch bekannte Waldbrandwarnungen zum Zündeln animiert sehen.
Darüber hinaus werden aus Präventionsgründen in waldbrandgefährdeten Gebieten entsprechende Wasservorräte angelegt. So wurden in Niedersachsen nach der Waldbrandkatastrophe 1975 an vorhandenen Seen, Fischteichen oder Kiesgruben Löschwasser-Entnahmestellen eingerichtet und in besonders gefährdeten Gebieten Löschwasserteiche angelegt, um eine schnelle und effiziente Wasseraufnahme durch Löschfahrzeuge zu ermöglichen. Wo Fließgewässer zur Wasserentnahme fehlten, legte man ausgediente Heizöltanks als Löschwasser-Vorratstanks mit jeweils zwischen 20.000 und 100.000 Liter Wasser in die Erde.

### Waldbrandgefahr und Waldbrandwarnung

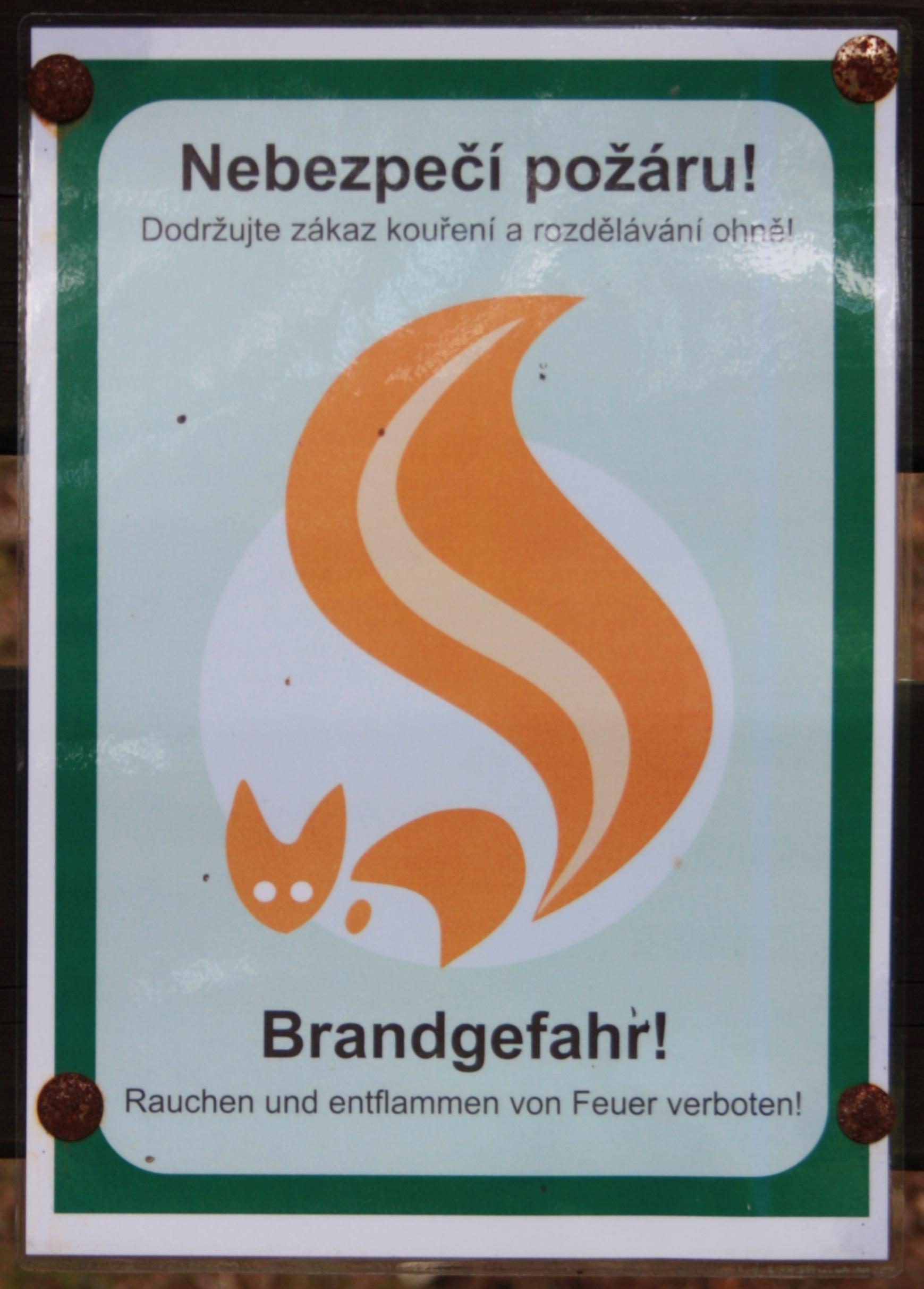
Warntafel (tschechisch-deutsch)

Zur Berechnung der Gefährdungslage von Waldbränden verwendet man Wetterwerte wie Lufttemperatur, der relativen Luftfeuchte, der Windgeschwindigkeit, Niederschlagsrate und die kurz- und langfristigen Niederschlagssummen, sowie kurz- und langwellige Strahlung.
Aber nicht allein meteorologische Parameter sind ausschlaggebend für die Waldbrandgefahr, sondern auch der Vegetationsstand. Zeigerpflanzen (sie zeigen bestimmte Umweltbedingungen, wie den Stickstoffgehalt des Bodens, Luftverschmutzung oder Nässe bzw. Trockenheit an) spielen eine wichtige Rolle. Mit ihnen wird die phänologische Entwicklung des Waldbodenbewuchses und des Kronenraums abgeschätzt. Wenn das frische Ergrünen der Bodenvegetation und die Belaubung der Baumkronen abgeschlossen sind, wird die Ausbreitung der Waldbrände gedämpft und die Gefahr niedriger bewertet. Nicht alle Baumarten sind gleichermaßen zündanfällig. Waldbrandstatistiken zeigen, dass unterschiedliche Bestandstypen in unterschiedlichem Maße von Waldbränden bedroht sind. Es hat sich deshalb als sinnvoll und ausreichend erwiesen, die Waldlandschaften – je nach ihrer Zünd- und Brennfähigkeit – zu beurteilen. Die mit dieser Klassierung verbundenen Gefährdungskorrekturen werden bei der abschließenden Bewertung des lokalen Waldbrandrisikos berücksichtigt.
Einstufungssysteme sind beispielsweise:
- Fire Weather Index (FWI/Indice forêt météo, IFM) von Météo-France und Meteorological Service of Canada: auf meteorologischen Kenngrößen, Index bis zu 30, oder sechsstufige Skala (very low bis extreme, EFFIS);[42] zugrundeliegende Werte sind Fine Fuel Moisture Code (FFMC), Duff Moisture Code (DMC), Drought Code (DC), Buildup Index (BUI), Initial Spread Index (ISI); dazu kommt noch das Daily Severity Rating (DSR) und andere Einstufungen
- Waldbrandrisikostufe (Waldbrandgefahrenklasse) der EU-Kommission, sie klassifizierte die Wälder Europas in verschiedene Stufen der Gefährlichkeit (dreistufig: A/hohes, B/mittleres, C/geringes Risiko)[43]
- Waldbrandgefährdung, Deutsches System  des DWD: aus Waldbrandgefahrenklasse (nach Gebiet, vier), Waldbrandgefahrenindex (WBI/M-68, vier/fünf), Waldbrandgefahrenwarnstufe (vier/fünf)

Warnsysteme (und Websites):
- Meteoalarm: für ganz Europa, übernimmt die nationalen Warnstufen in das vierstufige Gesamtsystem Grün – Gelb – Orange – Rot; Flurbrand (Gras-, Schilf-, Heidebrand und Ähnliches) werden unter dieser Warnstufe miterfasst.
- EFFIS (European Forest Fire Information System):[44] Das gemeinsame europäische Warnsystem, gibt das französisch-kanadische Einstufungssystem
- ALPFFIRS (Alpine Forest Fires):[45] Warnverbund des Alpenraumes

## Folgen

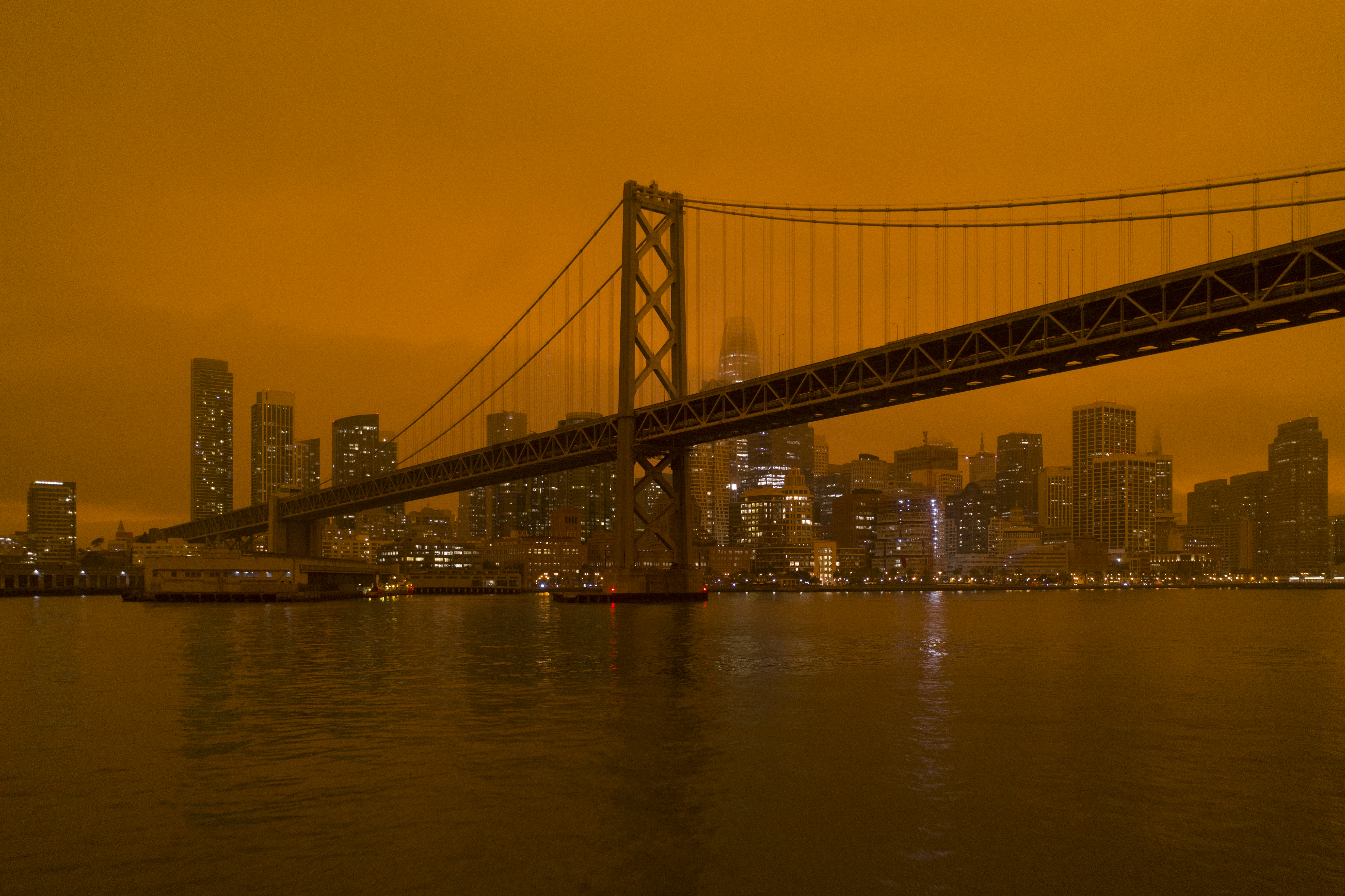
Sichtbedingungen in San Francisco mit Bay Bridge um die Mittagszeit während der Waldbrände in Kalifornien 2020, 9. September 2020.

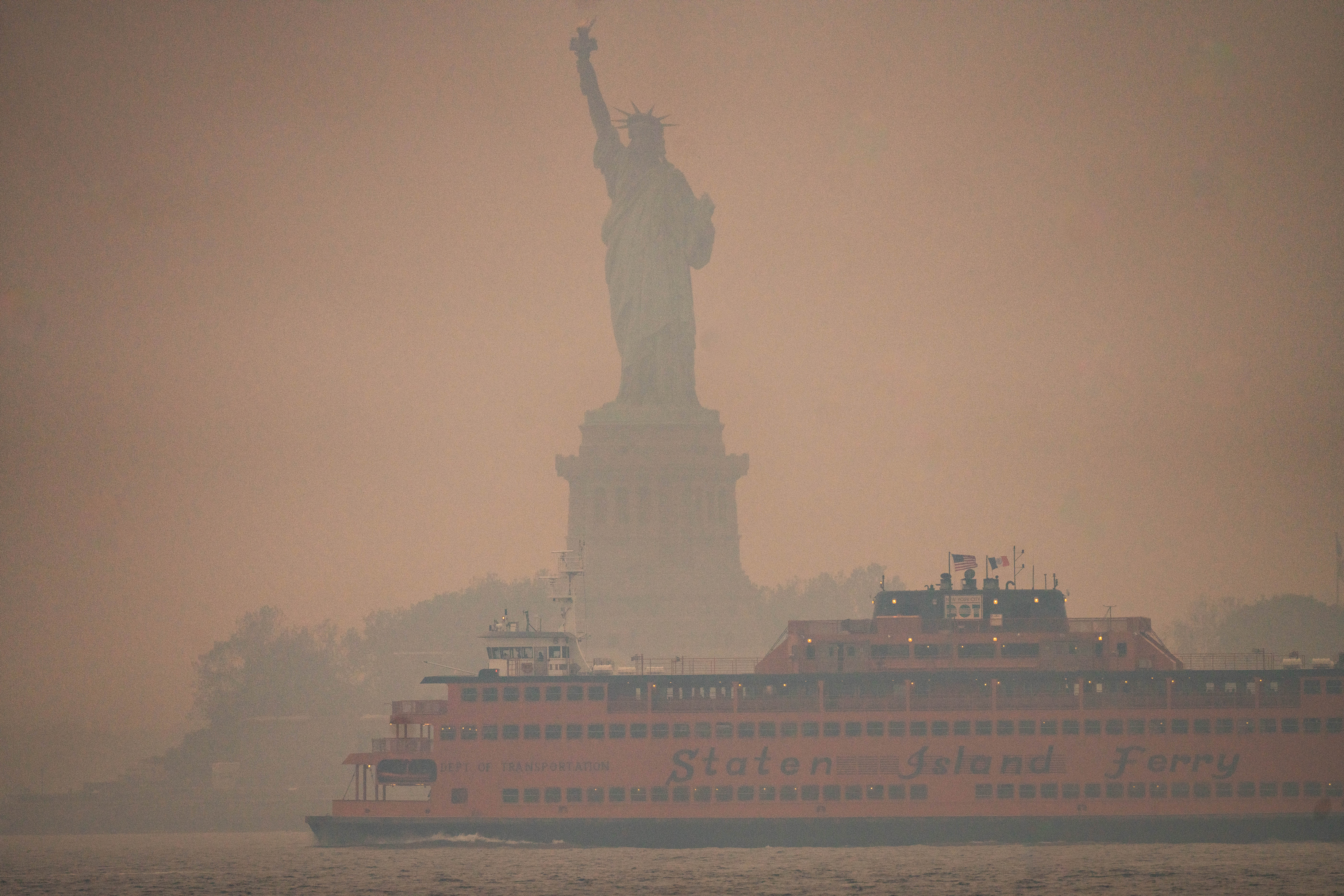
Starke Luftverschmutzung in New York City infolge der Waldbrände in Kanada 2023, hier die von Smog verdunkelte Freiheitsstatue, 7. Juni 2023

Neben den unmittelbaren Folgen wie Freisetzung von Treibhausgasen (CO2), die lokale Zerstörung der Vegetation, Beeinträchtigung der Fauna, Verlust der Erholungsfunktion für einige Jahre, wirtschaftliche Einbußen für die Forstwirtschaft und den Tourismus und eventuell erhebliche Schäden an angrenzendem Kulturland gehören auch die mittelbaren. Diese sind erhöhte Erosion wegen der fehlenden Bäume, vermehrte Flutereignisse unterhalb des Brandortes und Beeinträchtigung der Wasserqualität durch die natürlich entstandene anorganische Schadstoffbelastung mit Folgen für die Wasserversorgung wie für die Gewässer-Ökologie, während organische Schadstoffe (z. B. polycyclische aromatische Kohlenwasserstoffe) eher nur kurzfristig problematisch in Erscheinung treten. Eine häufig vermutete verminderte Wasserspeicherkapazität des Bodens nach einem Waldbrand wird kontrovers diskutiert.
Insbesondere von großen Waldbränden geht durch Luftverschmutzung eine erhebliche Gesundheitsgefahr aus, da bei den Feuern erhebliche Mengen an Schadstoffen freigesetzt werden, die teils noch über große Distanzen wirken können. Gesundheitliche Folgen von Waldbrandrauch können unter anderem Atemwegserkrankungen wie Asthma und COPD sowie Erkrankungen von Herz, Gehirn und Nieren sein. Beispielsweise kam es bei den Waldbränden in Kanada 2023 zu schweren Rauchbelastungen in den USA, von denen mit mehr als 100 Millionen Menschen rund ein Drittel der US-Bevölkerung betroffen war. Diese wurden von Behörden aufgefordert, Aktivitäten im Freien zu reduzieren und gerade bei Vorhandensein einer Lungen- oder Atemwegserkrankung eine Maske zu tragen. Kinder und Ältere wurden darauf hingewiesen, anstrengende Aktivitäten zu verkürzen oder ganz einzustellen. In New York fielen die Luftqualitätswerte auf den niedrigsten Stand seit Jahrzehnten. Teile der Rauchfahne zogen über den Atlantik und erreichten mit im Satellitenbild markant sichtbarer Front Europa und lösten dort intensives Abendrot aus.

## Forschung

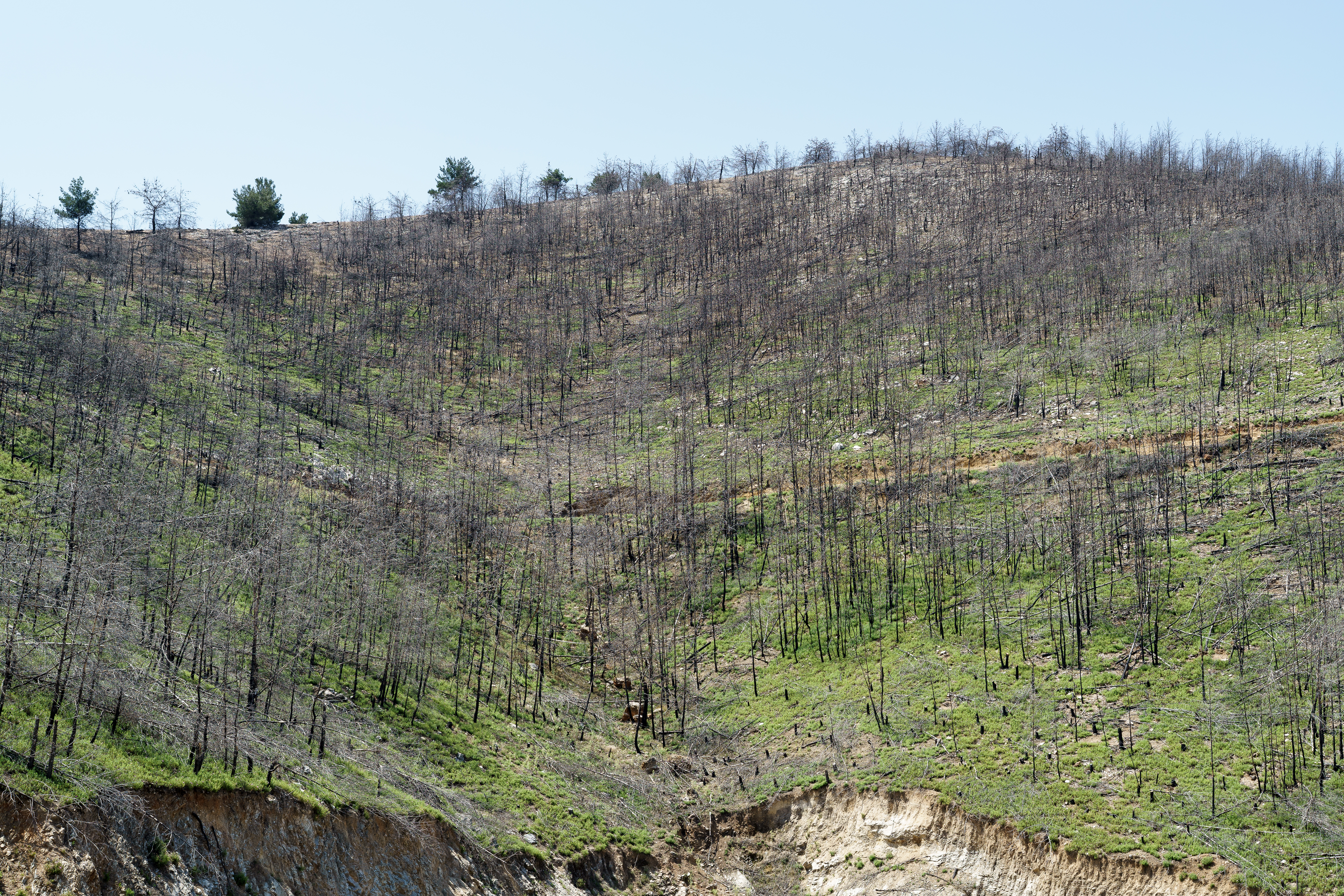
Verbrannter Wald nahe Kastro / Insel Thasos

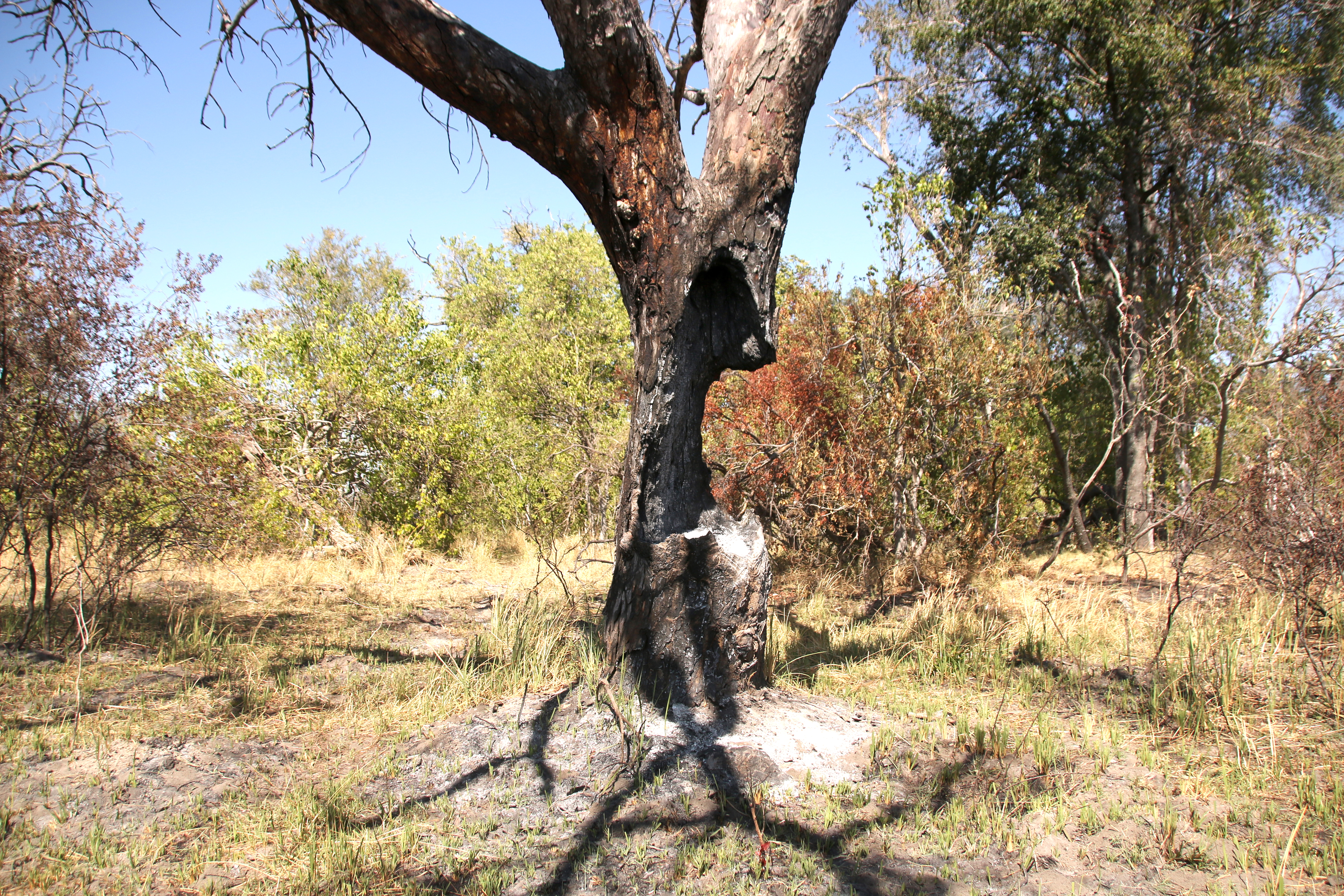
Detail eines bei einem Buschfeuer ausgebrannten Baumes im Okavangodelta (2019)

Das Global Fire Monitoring Center in Freiburg im Breisgau ist seit dem Jahr 1998 die einzige europäische Forschungsstelle zur Sammlung von Daten im Zusammenhang mit Waldbränden. Leiter dieser Zweigstelle des Max-Planck-Instituts für Chemie ist Johann Georg Goldammer, der im Auftrag der Vereinten Nationen (UN International Strategy for Disaster Reduction (UN-ISDR)) am Global Fire Monitoring Center (GFMC) u. a. im Rahmen seiner Professur für Feuerökologie mit Hilfe seiner Forschung Strategien zur globalen Waldbrandbekämpfung entwickelt.
Im alpinen Raum wurde das Projekt „ALP FFIRS“ (Alpine Forest Fire Warning System) durchgeführt. Ziele des Projekts waren vorbeugende Maßnahmen zur Verringerung von Schäden im Zusammenhang mit Waldbränden. Dazu wurde ein gemeinsames Warnsystem für den Alpenraum unter Berücksichtigung der jeweils aktuellen Wetterbedingungen entwickelt. Die Hauptaufgabe bestand in der Bereitstellung einer Entscheidungshilfe für die Behörden und Feuerwehren. Ein einheitlicher Gefährdungsindex soll die alpinweite Vergleichbarkeit der Warnstufen ermöglichen. Projektpartner waren 14 öffentliche Institutionen wie Wetterdienste, Universitäten, regionale und nationale Behörden aus dem Alpenraum (5 aus Italien, 3 aus der Schweiz, 2 aus Österreich, 2 aus Slowenien, je 1 aus Frankreich und Deutschland).
An der Universität für Bodenkultur Wien wurde im Rahmen der Österreichischen Forschungsinitiative Waldbrand (AFFRI – Austrian Forest Fire Research Initiative) die Häufigkeit, Verteilung und die Gefahr von Waldbränden in Österreich untersucht. In Abhängigkeit von Vegetation, Klima und menschlichem Einfluss soll das Auftreten und Verhalten von Waldbränden in gefährdeten Waldökosystemen modellhaft beschrieben werden. AFFRI verfolgte die beiden Ziele, „hot spots“ für Waldbrände in Österreich in Abhängigkeit von Vegetation, Klima und Lage zu identifizieren und einen Waldbrand-Simulator für österreichische Verhältnisse zu entwickeln.
Im Rahmen von AFFRI sowie von ALP FFIRS und FIRIA wurde eine öffentlich zugängliche Waldbrand-Datenbank für Österreich erstellt. Sie umfasst sämtliche an der Universität für Bodenkultur in Wien, Institut für Waldbau, erhobenen Vegetationsbrände seit 1993.
In Australien beschäftigt sich das Buschfeuer-Forschungszentrum mit sozialen, ökologischen und ökonomischen Auswirkungen von Buschfeuern.

## In der Literatur
Die seinerzeit berühmte Erzählung Der Waldbrand von Leopold Schefer schilderte einen Riesenwaldbrand in Kanada im Jahr 1827. Norman Maclean beschreibt in Junge Männer im Feuer den Mann-Gulch-Waldbrand 1949 in Montana, der 13 Männer das Leben kostete.

### Deutschland
- at-fire.de: Internationaler Katastrophenschutz Deutschland e. V.
- Waldbrand. (PDF; 1,57 MB) Schützen Sie Ihren Wald. In: www.bbk.bund.de. Bundesamt für Bevölkerungsschutz und Katastrophenhilfe (BBK), 2022 (Faltblatt; Vorsorge und Selbsthilfe, Informationen rund um Waldbrände).
- Deutscher Wetterdienst, dwd.de: Waldbrandgefahrenprognose
- Bundesamt für Kartographie und Geodäsie, gdz.bkg.bund.de: Der digitale Waldbrandatlas („Für Behörden“, kosten- und anmeldepflichtig)
- Stiftung Unternehmen Wald Deutschland e. V., wald.de: Ursachen für Waldbrand

### Österreich
- fire.boku.ac.at: Waldbrand-Datenbank
- wabo.boku.ac.at: Waldbrände
  - AFFRI – Austrian Forest Fire Research Initiative (Waldbrandforschung)

### Schweiz
- wsl.ch: Leben mit Waldbrand – WSL Merkblatt für die Praxis (PDF, 2,7 MB)
- ESEPA Schweiz: Waldbrandausbildung und -bekämpfung
- Kantonales Waldbrandbekämpfungskonzept, Kanton Wallis 2009